# Mirage 57
Mirage 57 es un rascacielos de uso residencial de Barranquilla, Colombia. Su construcción empezó en 2013 y culminó en 2016 y, desde entonces, fue la estructura más alta de la ciudad con una altura de 162 metros y 43 pisos. Desde el segundo semestre de 2021, la torre The Icon se erige como la estructura más alta de la ciudad con 175 metros de altura.
El edificio está ubicado en el barrio El Golf, al norte de la ciudad. La edificación fue construida por la compañía Guiar SAS y tuvo un coste de $ 50 000 mil millones de pesos. Además, cumple con el Reglamento Colombiano de Construcción Sismo Resistente (NSR-10), también cuenta con otro tipo de certificación conocido como «sistema rayo resistente» (segunda estructura de Colombia con esta certificación) y que sirve como un estándar de calidad y sostenibilidad.
Es uno de los rascacielos más modernos de la ciudad y del país y cuenta con tecnología de vanguardia en materia de seguridad y gestión ambiental. Posee un blindaje especial contra rayos denominado DEHN + SOHNE, puertas cortafuego, paneles solares, generación de energía eólica, control de emisiones vehiculares, un sistema específico de redes contra incendios, reservas de agua en caso de eventualidades o contingencias y un sistema de recolección específico de aguas.
El proyecto cuenta con un mirador especial, salones para organización de eventos, centro de spa, un simulador virtual de golf, sala de cine, bañeras de hidromasaje, wifi, un solárium, una cava de vinos, servicio especial de valet parking, teatro de títeres, entre otros aspectos. Desde la parte más alta del rascacielos se divisa el río Magdalena.

## Arquitectura
La edificación se encuentra ubicada en la calle 81 # 57 - 30, barrio El Golf. Cuenta con un total de 178 metros al aire libre y fue diseñado con los más altos estándares de sostenibilidad ambiental, además de la implementación de diversas técnicas para el aprovechamiento de la energía solar. Debido a la gran altura y los fuertes vientos, la edificación producirá energía eólica y también contará con paneles solares que servirán para «aportar un 35% de ahorro al consumo energético de las zonas comunes».
En su construcción fue necesaria la remoción de 15 000 metros de tierra con una profundidad de 23 metros. Los cimientos de esta edificación poseen 2.5 metros de espesor y para la mezcla del concreto fue necesario el empleo de hielo que sirvió «para disipar rápidamente el calor de hidratación, generar un enfriamiento uniforme y evitar esfuerzos de tensión perjudiciales». Otra de las características fue el empleo de un concreto puro de 8000 libras por pulgada cuadrada (psi) que permitió resistir las cargas gravitacionales debido a la gran altura. En total, fueron necesarios 11 000 metros cuadrados de concreto de diferentes referencias, entre ellas, el concreto para las actividades de solado, para las losas de los entrepisos, para los componentes y/o elementos no estructurales, entre otros.
El edificio cuenta con un moderno y avanzado sistema de recolección de aguas que permite reutilizar el líquido saliente de todos los equipos de refrigeración instalados a través de unas tuberías alternas ubicadas estratégicamente. Estas aguas reposan en dos tanques de agua donde se pueden almacenar cerca de 3000 litros y se utilizan en los jardines, las zonas comunes y verdes, entre otros espacios. El sistema hidrosanitario (tuberías de agua potable, sanitaria, bajantes, redes contra incendio, acometidas, entre otros) cuenta con tuberías de alta calidad que soportan altas presiones y fueron suministrados por la empresa Pavco.
También cuenta con todas las normas y certificaciones colombianas en cuanto al buen uso y manejo de conexiones y soldaduras, esto permite el «buen funcionamiento dentro de los estándares de calidad y seguridad».
En la fachada se emplearon materiales altamente resistentes como el ladrillo tolete, material de construcción con excelentes características a factores externos de absorción, compresión y flexión. También se utilizaron bloques de arcilla y se emplearon técnicas como el revoque seco. También se utilizaron otros materiales como el vidrio y aluminio en las puertas, barandas y todo el sistema de ventanas que conforman la edificación. La empresa colombiana Energía Solar fue la encargada de proporcionar todo lo relacionado con los vidrios de las puertas y ventanas y la creación de batientes, en ellas, se utilizó un tipo de vidrio denominado solex templado.